# Alex Vialaret
Alex Vialaret, né le 15 décembre 1994, est un joueur de basket-ball français.

## Carrière
Avec l'équipe de France masculine de basket-ball à trois, il est médaillé de bronze à la Coupe du monde de basket-ball 3×3 2022.
Il joue actuellement en équipe professionnelle de basketball 3x3 dans l'équipe de Bordeaux. Co-Président et fondateur de Bordeaux 3x3 Ballistik. 